# 日新町 (会津若松市)
日新町（にっしんまち）は、福島県会津若松市にある町。郵便番号は965-0861。

## 概要
会津若松市市街地の西部に位置しており、会津若松市立日新小学校周辺を町域とする。
町名は、前述の日新小学校による。

## 地理
会津盆地の南東部に位置する会津地方の中心都市、会津若松市の北西部に位置する。周囲の地域とともに阿賀川の支流、湯川、溷川やその支流などにより形成された扇状地上に発達した会津若松市の中心市街地の一部を形作る。東は中町、西栄町、西は緑町、八日町、西七日町、南は本町、北は七日町、大町（大町一丁目）に接する。

## 歴史

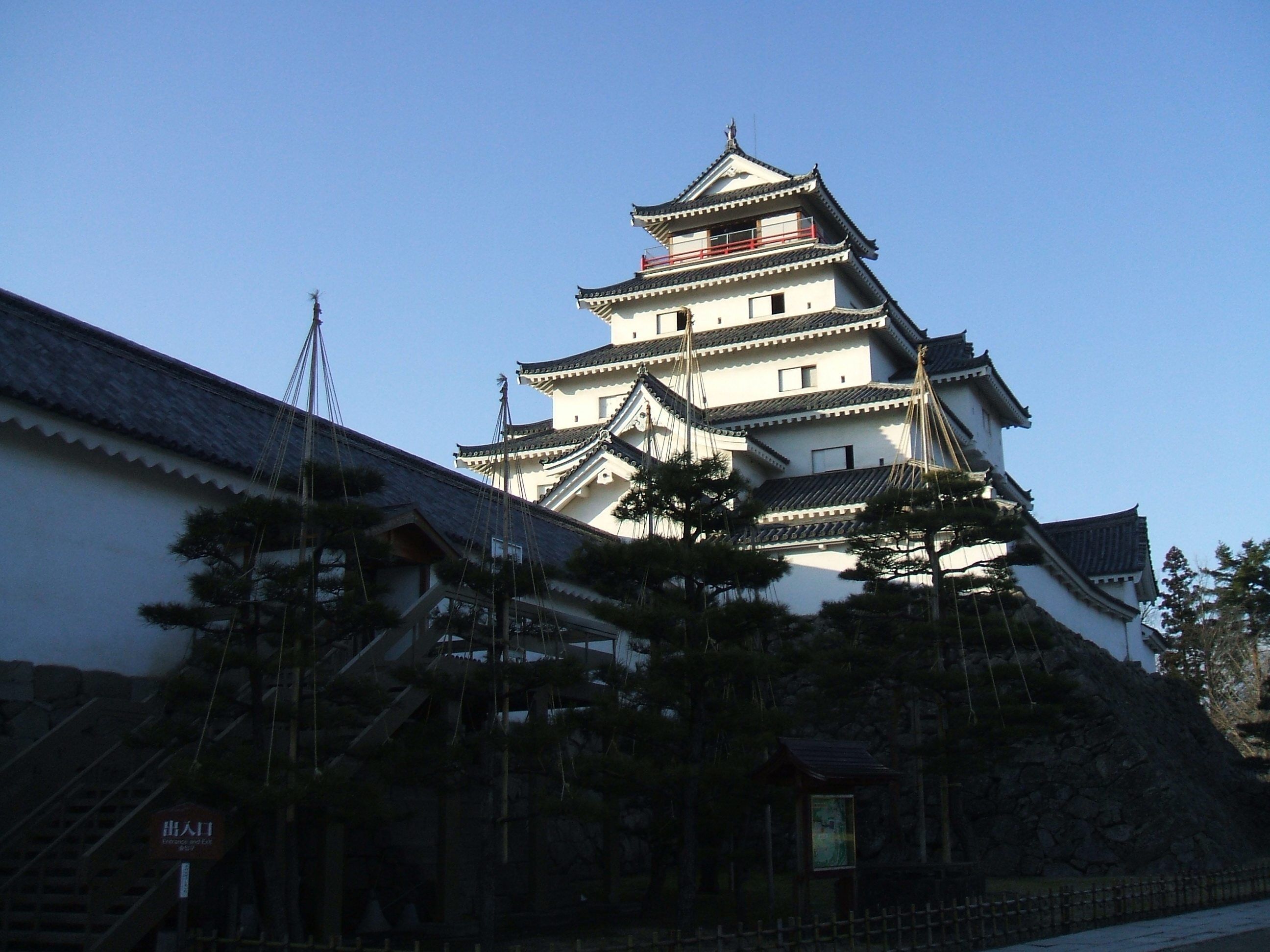
現在の鶴ヶ城（若松城）

### 中世
中世、周辺地域（現在の会津若松市付近）は相模国三浦氏の一族、蘆名氏によって領されていた。蘆名氏は城を築いてこれを鶴ヶ城と称したほか、周辺には重臣や商人が集住していたとされる。その後、伊達政宗の入城を経て豊臣秀吉の奥州仕置により蒲生氏郷が入り、城下を若松とした。

### 近世
江戸時代、会津藩により周辺が治められていた時代において、現在の日新町周辺は大和町（やまとまち）、当麻丁（たいまちょう）、当麻中町（たいまなかまち）、針屋町（はりやまち）、善久町（ぜんきゅうまち）、赤井丁（あかいちょう）、西名子屋町（にしなごやまち）など若松城（鶴ヶ城）下の一部だった。

#### 各町の概要

##### 大和町
大和町は若松城下の城郭外北部、当時の下町に属する町で、当麻丁の北に続く幅4間あまりの通りであった。この町名は慶長ごろに佐瀬大和が郎等をおいたことによるとされており、町内の寺院、金剛寺、光明寺はそれぞれ城郭内部の米代、五之丁から移されたものであるとされる。

##### 針屋町
針屋町（はりやまち）は若松城下の城郭外北部、当時の下町に属する町で、善久町の北に位置する幅3間あまりの通りであった。町名は針工が多く住んでいたことにより、職人、商人が主に住んでいた町であったとされる。

##### 善久町
善久町（ぜんきゅうまち）は若松城下の城郭外北部、当時の下町に属する町で、当麻中町の北に位置する幅3間あまりの通りであった。かつて佐瀬大和の名子が住んでいたことから、大和名子屋町と呼ばれていたが、その後、真言宗法光寺の別名、善叫寺により善叫町、さらにその後善久町となったとされている。主に塗職人が住んでいた。

##### 当麻丁
当麻丁（たいまちょう）は若松城下の城郭外北部、当時の下町に属する町で、南側は赤井丁、北側は大和町に接し、桂林寺町の西側に位置する幅4間の通りであった。当麻丁は当麻町とも書いたほか、職人、商人などが住んでいたとされる。また、町名は当麻山東明寺があったことによるとされる。

##### 当麻中町
当麻中町（たいまなかまち）は若松城下の城郭外北部、当時の下町に属する町で、当麻丁から西黒川分に至る幅4間の通りであった。塗職人が主に住んでいたとされている。町名は、当麻町から分かれた通りであることに由来しており、中町、家風の地名も見られた。

##### 桂林寺町
桂林寺町は若松城下の城郭外北部、下町に属する町で、桂林寺町口郭門から北方向に七日町まで続く通りであった。町名の由来は桂林寺と呼ばれる道場がかつて存在していたことによるとされる。また、かつて桂林寺町内にあった成就寺、浄光寺などの跡地は町屋敷となっており、主に商人が住んでいたとされる。

##### 赤井丁
赤井丁は、若松城下の城郭外北部、当時の下町に属する町で、諏訪四谷の北に位置する通りであった。町名は、蘆名氏の臣下である赤井因幡が、郎等とともに住んでいたことによるとされており、証人が住んでいたほか、町の北には窪内とも言われた時宗西光寺があった。

##### 西名子屋町
西名子屋町は、若松城下の城郭外北部、当時の下町に属する町で、融通寺町の北側に接する通りであった。町名は、かつて名子譜代を置いていたことに由来するとされている。

### 近代
若松城下に大きな被害を残した戊辰戦争ののち、明治時代に入ると、江戸時代からの若松城下の町は再編された。現在の日新町周辺では、針屋町の西半分が分割され、それぞれ若松針屋町、若松針屋名子屋町となったほか、大和町も分割されて若松上大和町、若松中大和町、若松下大和町となった。また、後に一部または全部が日新町となる、善久町、当麻町、当麻中町、赤井町、西名子屋町、桂林寺町、北小路町、融通寺町もそれぞれ、若松善久町、若松当麻町、若松当麻中町、若松赤井町、若松西名子屋町、若松桂林寺町、若松北小路町、若松融通寺町と若松を冠称するようになった。その後、これらの町は1889年に町村制の施行によりそれぞれ若松町内の町名となったほか、合わせて若松を冠称しない上大和町、中大和町、下大和町、針屋町、針屋名子屋町、当麻町、当麻中町、善久町、赤井町、西名子屋町、桂林寺町、北小路町、融通寺町の町名となった。1899年には若松町の市制施行によりそれぞれ若松市の町名となる。
また、後に一部分が日新町の一部となる神指村が1889年に成立している。

### 現代
1955年、当時の若松市と高野村、一箕村、神指村、門田村、東山村、大戸村、湊村が合併、会津若松市となったことから、以後上大和町、針屋町、当麻町など周辺の地域は同市の町となる。その後、1960年代に会津若松市の住居表示が実施され、現在の日新町周辺も対象となる。そして、1965年、旧来の上大和町、針屋町、針屋名子屋町、当麻町、当麻中町、善久町、加えて中大和町、赤井町、西名古屋町、桂林寺町、融通寺町、北小路町、神指町大字黒川のそれぞれ一部により日新町が誕生し、現在に至る。
また、現在の日新町のうち東側は旧来からの市街地であったが、西部は戦後に日新小学校ができてから急速に宅地化した地域である。

## 町名の変遷
| 実施後 | 実施年月日               | 実施前                 |
| ------ | ------------------------ | ---------------------- |
| 日新町 | 1965年（昭和40年）2月1日 | 上大和町               |
| 日新町 | 1965年（昭和40年）2月1日 | 針屋町                 |
| 日新町 | 1965年（昭和40年）2月1日 | 針屋名子屋町           |
| 日新町 | 1965年（昭和40年）2月1日 | 当麻町                 |
| 日新町 | 1965年（昭和40年）2月1日 | 当麻中町               |
| 日新町 | 1965年（昭和40年）2月1日 | 善久町                 |
| 日新町 | 1965年（昭和40年）2月1日 | 中大和町（一部）       |
| 日新町 | 1965年（昭和40年）2月1日 | 赤井町（一部）         |
| 日新町 | 1965年（昭和40年）2月1日 | 西名子屋町（一部）     |
| 日新町 | 1965年（昭和40年）2月1日 | 桂林寺町（一部）       |
| 日新町 | 1965年（昭和40年）2月1日 | 融通寺町（一部）       |
| 日新町 | 1965年（昭和40年）2月1日 | 北小路町（一部）       |
| 日新町 | 1965年（昭和40年）2月1日 | 神指町大字黒川（一部） |

## 世帯数と人口
2017年（平成29年）8月1日現在の世帯数と人口は以下の通りである。
| 町丁   | 世帯数  | 人口    |
| ------ | ------- | ------- |
| 日新町 | 933世帯 | 1,958人 |

## 交通

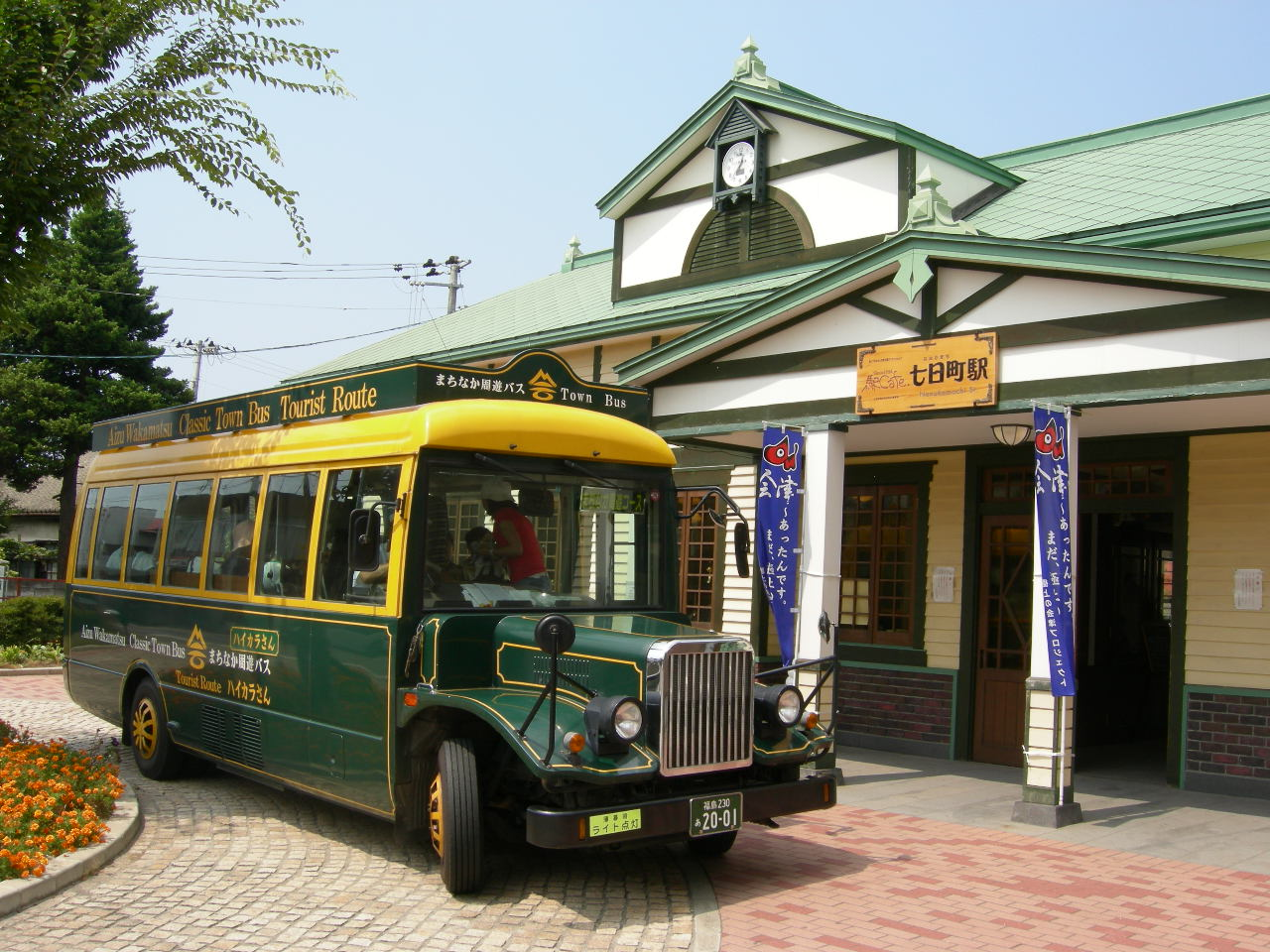
まちなか周遊バス「ハイカラさん」

### 鉄道
- 東日本旅客鉄道 - 只見線
  - 町域西側を経由する。当町内に駅は無い。

### バス
町域東側を通る福島県道59号会津若松三島線などで、会津乗合自動車による一般路線バスが運行されている。そのほか、観光向け路線バスとして、まちなか周遊バス「ハイカラさん」「あかべぇ」が運行されている。

#### 系統
- 市内1コース
- 市内2コース

- ハイカラさん
- あかべぇ

### 道路
- 福島県道59号会津若松三島線

## 施設
- 会津若松市立日新小学校
- 若松第二幼稚園

## 神社、寺院、史跡など
- 長福寺
- 西蓮寺
- 見性寺
- 信遠寺
- 興性寺
- 正蓮寺
- 大運寺
- 長命寺

## 出身著名人
- 大関善雄（善久町出身、屏東市尹）